# Synagoga w Ińsku
Synagoga w Ińsku – synagoga powstała w pierwszej połowie XIX wieku. Mieściła się przy obecnej ulicy Szkolnej. W czasie Nocy Kryształowej (9/10 listopada 1938 roku) uległa całkowitej dewastacji. Od spalenia uchroniły ją sąsiadujące z nią budynki. Po 1945 nie została odbudowana.